# Sokehs (eiland)
Sokehs (Engels: Sokehs Island) is een eiland behorend tot de gelijknamige gemeente in de staat Pohnpei in Micronesia. Sokehs is aan het vasteland verbonden door een dam.